# نهر سانتي
نهر سانتي هو نهر في ولاية كارولينا الجنوبية بالولايات المتحدة ويبلغ طوله 143 ميل (230 كـم). يوفر النهر وروافده الصرف الرئيسي للمناطق الساحلية في جنوب شرق ولاية كارولينا الجنوبية والملاحة للسهل الساحلي المركزي لولاية ساوث كارولينا، ويصب في المحيط الأطلسي في منتصف الطريق بين ميرتل بيتش وتشارلستون بالقرب من مجتمع ماكليلانفيل. أبعد منابع تقع 440 ميل (708 كـم) على نهر كاتاوبا في ولاية كارولينا الشمالية. إلى جانب نهر كاتاوبا تشمل الأنهار الرئيسية الأخرى في مستجمعات المياه في سانتي نهر كونجري وبرود ولينفيل وسالودا وواتيري. تستنزف مستجمعات المياه جزءًا كبيرًا من مناطق بيدمونت في جنوب وشمال كارولينا. نهر سانتي هو ثاني أكبر نهر على الساحل الشرقي للولايات المتحدة ويحتل المرتبة الثانية بعد نهر سسكويهانا في منطقة الصرف والتدفق. يحجز جزء كبير من النهر العلوي بواسطة خزان بحيرة ماريون الواسع على شكل قرن والذي يتكون من 8 ميل (13 كـم) - سد سانتي الطويل. بني السد خلال فترة الكساد الكبير في ثلاثينيات القرن الماضي كمشروع لإدارة تقدم الأعمال (WPA) لتوفير مصدر رئيسي للطاقة الكهرومائية لولاية ساوث كارولينا.